# Браун, Брэндон
Брэндон Браун (англ. Brandon Brown; род. 14 августа 1989, Такома, штат Вашингтон, США) — американский профессиональный баскетболист, играющий на позиции разыгрывающего защитника.

## Карьера
В 2008 году Браун поступил в Хайлайн Коммьюнити Колледж в городе Де-Мойн (штат Вашингтон) и начал выступать в Национальной спортивной ассоциации колледжей. В следующем году он перешёл в Университет Монтана Вестерн (штат Монтата), где сразу же зарекомендовал себя в составе команды «Бульдоги», выступавшей в Национальной ассоциации межуниверситетского спорта. Лучшую среднюю статистику за «Бульдогов» Брэндон показал в последний год обучения — 22,4 очка, 3,5 подбора и 4,6 передачи.
Профессиональная карьера Брауна началась в 2012 году в австралийском клубе «Маунт-Гамбиер Пайонирс», где он принял участие в 16 матчах и набирал 16,6 очков, 3,5 подбора и 4,4 передачи.
В 2013 году Браун перебрался в Бразилию, где присоединился к команде «Риу-Клару». В следующем сезоне Брэндон отправился в другой бразильский коллектив «Баскет Сеаренс», но уже через год вернулся в «Риу-Клару».
В сезоне 2015/2016 Браун впервые попробовал себя в европейском баскетболе, подписав контракт с кипрским клубом «Омония». Однако уже к декабрю переехал в польский клуб «Вилки Морские». Следующие 2 сезона также прошли для него в Польше — в командах «Сярка Тарнобжег», «Турув» и «Трефл Сопот».
Летом 2018 года Браун покинул Польшу и отправился в Болгарию, в клуб «Балкан». В 16 матчах Кубка Европы ФИБА Браун продемонстрировал статистику в 15,1 очка, 3,1 подбора, 5,9 передач и 1,6 перехвата. В чемпионате Болгарии Брэндон принял участие в 35 матчах и набирал 14,3 очка, 2,3 подбора и 5,3 передачи, а по итогам финала был признан «Самым ценным игроком».
В июле 2019 года Браун перешёл в «Нижний Новгород». В 18 матчах Единой лиги ВТБ Брэндон набирал 13,5 очка, 2,1 подбора и 5,9 передачи. В Лиге чемпионов ФИБА принял участие в 16 встречах, отметившись статистикой 14,1 очка, 2,5 подбора и 6,4 передачи.
В 8 туре Лиги чемпионов ФИБА Браун был признан «Самым ценным игроком», став первым игроком «Нижнего Новгорода» в истории турнира, добившимся этого. В матче против «1939 Канариас» (75:72) Брэндон набрал 26 очков, 5 передач, 4 перехвата, 2 подбора и 28 баллов за эффективность действий.
В мае 2020 года Браун стал игроком «Метрополитан 92».
В июле 2022 года Браун подписал контракт с «Перистери», но в сентябре покинул команду по семейным обстоятельствам.
В ноябре 2022 года Браун продолжил карьеру в «Хапоэле» (Иерусалим). В составе команды Брэндон стал серебряным призёром Лиги чемпионов ФИБА.

## Достижения
- Серебряный призёр Лиги чемпионов ФИБА: 2022/2023
- Чемпион Болгарии: 2018/2019
- Чемпион Румынии: 2021/2022